# Parysów
Parysów es un pueblo de Polonia, en Mazovia. Es la cabecera del distrito (Gmina) de Parysów, perteneciente al condado (Powiat) de Garwolin. Se encuentra aproximadamente a 9 km al noreste de Garwolin, y a 55 km al sureste de Varsovia. Su población es de 1.100 habitantes.
Entre 1975 y 1998 perteneció al voivodato de Siedlce.